# Gastrimargus obscurus
Gastrimargus obscurus är en insektsart som beskrevs av Ritchie, J.M. 1982. Gastrimargus obscurus ingår i släktet Gastrimargus och familjen gräshoppor. Inga underarter finns listade i Catalogue of Life.